# Gran Premi de Bèlgica del 1953
Resultats del Gran Premi de Bèlgica de Fórmula 1 disputat la temporada de la temporada 1953 al circuit de Spa Francorchamps el 21 de juny del 1953.

## Resultats
| Pos | No | Pilot                             | Equip                     | Voltes | Temps/ Retirada | Pos. de sortida | Punts |
| --- | -- | --------------------------------- | ------------------------- | ------ | --------------- | --------------- | ----- |
| 1   | 10 | Alberto Ascari                    | Ferrari                   | 36     | 2h 48' 30. 3    | 2               | 8     |
| 2   | 8  | Luigi Villoresi                   | Ferrari                   | 36     | + 2' 48.2 min.  | 5               | 6     |
| 3   | 28 | Onofre Marimon                    | Maserati                  | 35     | + 1 Volta       | 16              | 4     |
| 4   | 30 | Toulo de Graffenried              | Maserati                  | 35     | + 1 Volta       | 9               | 3     |
| 5   | 18 | Maurice Trintignant               | Gordini                   | 35     | + 1 Volta       | 8               | 2     |
| 6   | 14 | Mike Hawthorn                     | Ferrari                   | 35     | + 1 Volta       | 7               |       |
| 7   | 20 | Harry Schell                      | Gordini                   | 33     | + 3 Voltes      | 12              |       |
| 8   | 32 | Louis Rosier                      | Ferrari                   | 33     | + 3 Voltes      | 13              |       |
| 9   | 38 | Fred Wacker                       | Gordini                   | 32     | + 4 Voltes      | 15              |       |
| 10  | 24 | Paul Frere                        | HWM - Alta                | 30     | + 6 Voltes      | 11              |       |
| 11  | 40 | André Pilette                     | Connaught - Lea-Francis   | 29     | + 7 Voltes      | 18              |       |
| Ret | 6  | Johnny Claes · Juan Manuel Fangio | Maserati                  | 35     | Accident        | 10              |       |
| Ret | 22 | Lance Macklin                     | HWM - Alta                | 19     | Motor           | 17              |       |
| Ret | 12 | Nino Farina                       | Ferrari                   | 16     | Motor           | 4               |       |
| Ret | 4  | Juan Manuel Fangio                | Maserati                  | 13     | Motor           | 1               |       |
| Ret | 2  | José Froilán González             | Maserati                  | 11     | Accelerador     | 3               | 1     |
| Ret | 16 | Jean Behra                        | Gordini                   | 9      | Motor           | 14              |       |
| Ret | 26 | Peter Collins                     | HWM - Alta                | 4      | Embragatge      | 16              |       |
| Ret | 34 | Georges Berger                    | Simca - Gordini - Gordini | 3      | Motor           | 20              |       |
| Ret | 36 | Arthur Legat                      | Veritas                   | 0      | Transmissió     | 19              |       |

## Altres
- Pole: Juan Manuel Fangio 4' 30. 0

- Volta ràpida: José Froilán González 4' 34. 0 (a la volta 2)

- Cotxe compartit: Nº6 Claes (13 Voltes) i Fangio (22 Voltes)